# Atletiek op de Olympische Zomerspelen 2012 – 800 meter mannen

Officiële video

De 800 meter mannen op de Olympische Zomerspelen 2012 in Londen vond plaats op 6 augustus (series), 7 augustus (halve finales) en 9 augustus 2012 (finale). Regerend olympisch kampioen was Wilfred Bungei uit Kenia.

## Records
Voorafgaand aan het toernooi waren dit het wereldrecord en het olympisch record.
| Wereldrecord     | David Rudisha | 1.41,01 | Rieti   | 29 augustus 2010 |
| Olympisch record | Vebjørn Rodal | 1.42,58 | Atlanta | 31 juli 1996     |

## Uitslagen

### Series
Heat 1
| Rang | Naam               | Land             | Tijd    | Opmerking |
| ---- | ------------------ | ---------------- | ------- | --------- |
| 1    | Nijel Amos         | Botswana         | 1.45,90 | Q         |
| 2    | Fabiano Pecanha    | Brazilië         | 1.46,29 | Q         |
| 3    | Luis Alberto Marco | Spanje           | 1.46,86 | Q         |
| 4    | Khadevis Robinson  | Verenigde Staten | 1.47,17 |           |
| 5    | Marcin Lewandowski | Polen            | 1.47,64 | q         |
| 6    | Ivan Tukhtachev    | Rusland          | 1.49,77 |           |
| 7    | Derek Mandell      | Guam             | 1.58,94 |           |
|      | Mohammad Al-Azemi  | Koeweit          |         | DSQ       |

Heat 2
| Rang | Naam                     | Land             | Tijd    | Opmerking |
| ---- | ------------------------ | ---------------- | ------- | --------- |
| 1    | David Rudisha            | Kenia            | 1.45,90 | Q         |
| 2    | Musaeb Abdulrahman Balla | Qatar            | 1.46,37 | Q         |
| 3    | Andrew Osagie            | Groot-Brittannië | 1.46,42 | Q         |
| 4    | Wesley Vazquez           | Puerto Rico      | 1.46,45 |           |
| 5    | Jeffrey Riseley          | Australië        | 1.46,99 |           |
| 6    | Ismail Ahmed Ismail      | Soedan           | 1.48,79 |           |
| 7    | Samorn Kieng             | Cambodja         | 1.55,26 |           |
| –    | Anis Ananenka            | Wit-Rusland      | 1.49,61 | DSQ       |

Heat 3
| Rang | Naam               | Land             | Tijd    | Opmerking |
| ---- | ------------------ | ---------------- | ------- | --------- |
| 1    | Abubaber Kaki      | Soedan           | 1.45,51 | Q         |
| 2    | Timothy Kitum      | Kenia            | 1.45,72 | Q         |
| 3    | Abdulaziz Mohammed | Saoedi-Arabië    | 1.46,09 | Q         |
| 4    | Andy González      | Cuba             | 1.46,24 | q         |
| 5    | Gareth Warburton   | Groot-Brittannië | 1.46,97 |           |
| 6    | Tamas Kazi         | Hongarije        | 1.47,10 |           |
| 7    | Ludolph Sören      | Duitsland        | 1.48,57 |           |
| 8    | Arnold Sorina      | Vanuatu          | 1.54,29 |           |

Heat 4
| Rang | Naam                  | Land             | Tijd    | Opmerking |
| ---- | --------------------- | ---------------- | ------- | --------- |
| 1    | Nick Symmonds         | Verenigde Staten | 1.45,92 | Q         |
| 2    | Geoffrey Harris       | Canada           | 1.45,97 | Q         |
| 3    | Adam Kszczot          | Polen            | 1.45,99 | Q         |
| 4    | Pierre-Ambroise Bosse | Frankrijk        | 1.46,03 | q         |
| 5    | Joeri Borzakovski     | Rusland          | 1.46,29 | q         |
| 6    | Andreas Bube          | Denemarken       | 1.46,40 |           |
| 7    | Manuel Antonio        | Angola           | 1.52,54 |           |
|      | Brice Etes            | Monaco           |         | DSQ       |

Heat 5
| Rang | Naam              | Land             | Tijd    | Opmerking |
| ---- | ----------------- | ---------------- | ------- | --------- |
| 1    | Hamada Mohamed    | Egypte           | 1.48,05 | Q         |
| 2    | Sajad Moradi      | Iran             | 1.48,23 | Q         |
| 3    | Kevin López       | Spanje           | 1.48,27 | Q         |
| 4    | Masato Yokota     | Japan            | 1.48,48 |           |
| 5    | Michael Rimmer    | Groot-Brittannië | 1.49,05 |           |
| 6    | Moussa Camara     | Mali             | 1.51,36 |           |
| 7    | Edgar Cortez      | Nicaragua        | 1.58,99 |           |
|      | Taoufik Makhloufi | Algerije         |         | DNF       |

Heat 6
| Rang | Naam                 | Land     | Tijd    | Opmerking |
| ---- | -------------------- | -------- | ------- | --------- |
| 1    | Mohammed Aman        | Ethiopië | 1.47,34 | Q         |
| 2    | Anthony Chemut       | Kenia    | 1.47,42 | Q         |
| 3    | Antonio Manuel Reina | Spanje   | 1.47,44 | Q         |
| 4    | Rafith Rodriguez     | Colombia | 1.47,70 |           |
| 5    | Adnan Taess Akkar    | Irak     | 1.47,83 |           |
| 6    | Amine El Manaoui     | Marokko  | 1.48,48 |           |
| 7    | Prince Mumba         | Zambia   | 1.49,07 |           |
| 8    | Erzhan Askarov       | Kirgizië | 1.59,56 |           |

Heat 7
| Rang | Naam              | Land               | Tijd    | Opmerking |
| ---- | ----------------- | ------------------ | ------- | --------- |
| 1    | Duane Solomon     | Verenigde Staten   | 1.46,05 | Q         |
| 2    | Robert Lathouwers | Nederland          | 1.46,06 | Q         |
| 3    | André Olivier     | Zuid-Afrika        | 1.46,42 | Q         |
| 4    | Jakub Holuša      | Tsjechië           | 1.46,87 |           |
| 5    | Julius Mutekanga  | Oeganda            | 1.48,41 |           |
| 6    | Moise Joseph      | Haïti              | 1.48,46 |           |
| 7    | Benjamin Enzema   | Equatoriaal-Guinea | 1.57,47 |           |
|      | Kléberson Davide  | Brazilië           |         | DNS       |

### Halve finales
Heat 1
| Rang | Naam               | Land      | Tijd    | Opmerking |
| ---- | ------------------ | --------- | ------- | --------- |
| 1    | Abubaker Kaki      | Soedan    | 1.44,51 | Q         |
| 2    | Nijel Amos         | Botswana  | 1.44,54 | Q         |
| 3    | Adam Kszczot       | Polen     | 1.45,34 |           |
| 4    | Anthony Chemut     | Kenia     | 1.45,63 |           |
| 5    | Robert Lathouwers  | Nederland | 1.45,85 |           |
| 6    | Luis Alberto Marco | Spanje    | 1.46,19 |           |
| 7    | Fabiano Pecanha    | Brazilië  | 1.46,29 |           |
|      | Sajad Moradi       | Iran      |         | DSQ       |

Heat 2
| Rang | Naam               | Land             | Tijd    | Opmerking |
| ---- | ------------------ | ---------------- | ------- | --------- |
| 1    | David Rudisha      | Kenia            | 1.44,35 | Q         |
| 2    | Andrew Osagie      | Groot-Brittannië | 1.44,74 | Q         |
| 3    | Nick Symmonds      | Verenigde Staten | 1.44,87 | q         |
| 4    | Marcin Lewandowski | Polen            | 1.45,08 |           |
| 5    | Joeri Borzakovski  | Rusland          | 1.45,09 |           |
| 6    | Kevin López        | Spanje           | 1.46,66 |           |
| 7    | Musaeb Balla       | Qatar            | 1.47,52 |           |
| 8    | Hamada Mohamed     | Egypte           | 1.48,18 |           |
| 9    | Andy Gónzalez      | Cuba             | 1.53,46 |           |

Heat 3
| Rang | Naam                  | Land             | Tijd    | Opmerking |
| ---- | --------------------- | ---------------- | ------- | --------- |
| 1    | Mohammed Aman         | Ethiopië         | 1.44,34 | Q         |
| 2    | Timothy Kitum         | Kenia            | 1.44,63 | Q         |
| 3    | Duane Solomon         | Verenigde Staten | 1.44,93 | q         |
| 4    | Pierre-Ambroise Bosse | Frankrijk        | 1.45,10 |           |
| 5    | Andre Olivier         | Zuid-Afrika      | 1.45,44 |           |
| 6    | Antonio Manuel Reina  | Spanje           | 1.45,84 |           |
| 7    | Geoffrey Harris       | Canada           | 1.46,14 |           |
| 8    | Abdulaziz Mohammed    | Saoedi-Arabië    | 1.48,98 |           |

### Finale
| Rang   | Naam          | Land | Tijd    | Opmerking |
| ------ | ------------- | ---- | ------- | --------- |
| Goud   | David Rudisha | KEN  | 1.40,91 | WR        |
| Zilver | Nijel Amos    | BOT  | 1.41,73 | WJR, NR   |
| Brons  | Timothy Kitum | KEN  | 1.42,53 | PB        |
| 4      | Duane Solomon | USA  | 1.42,82 | PB        |
| 5      | Nick Symmonds | USA  | 1.42,95 | PB        |
| 6      | Mohammed Aman | ETH  | 1.43,20 | NR        |
| 7      | Abubaker Kaki | SUD  | 1.43,32 |           |
| 8      | Andrew Osagie | GBR  | 1.43,77 | PB        |